# Мурадымово (Бурзянский район)
Мурадымово (баш. Мораҙым) — деревня в Бурзянском районе Республики Башкортостан Российской Федерации. Входит в состав Байназаровского сельсовета.

## География

### Географическое положение
Находится на берегу реки Белой.
Расстояние до:
- районного центра (Старосубхангулово): 36 км,
- центра сельсовета (Байназарово): 7 км,
- ближайшей железнодорожной станции (Белорецк): 124 км.

## Население
| 2002 | 2009 | 2010 |
| ---- | ---- | ---- |
| 381  | ↗390 | ↘374 |

Согласно переписи 2002 года, преобладающая национальность — башкиры (100 %).